# Heute bin ich Samba
Heute bin ich Samba (Originaltitel: Samba) ist eine französische Tragikomödie des Regie-Duos Éric Toledano und Olivier Nakache aus dem Jahr 2014. Der Kinostart in Deutschland war am 26. Februar 2015.

## Handlung
Der Film beginnt mit einer Tanzshow auf einer Hochzeitsfeier. Auch die Gäste tanzen und das Hochzeitspaar schneidet die Torte an, die anschließend von vier Kellnern zurück in die Küche getragen wird. Dort herrscht geschäftiges Treiben, in der hintersten Ecke spülen drei Schwarze das Geschirr.
Einer von ihnen ist Samba, der seit zehn Jahren als Einwanderer ohne Papiere in Paris lebt. Er verfolgt seinen großen Traum, eines Tages als Restaurantkoch zu arbeiten. Er wird jedoch verhaftet und landet vorläufig in Abschiebehaft. In dieser scheinbar aussichtslosen Situation tritt Alice in sein Leben, eine dünnhäutige Karrierefrau, die sich nach einem Burnout nun ehrenamtlich in der Flüchtlingshilfe engagiert. Ihre Kollegin Manu rät ihr, Distanz zu wahren.
In der Abschiebehaft lernt Samba Jonas kennen, der nach Frankreich gekommen ist, um Gracieuse zu heiraten, die ihn versteckt hatte, als er während einer Razzia vor der Polizei floh. Jonas bittet Samba, nach ihr zu suchen. Der findet sie auch, sie landen miteinander im Bett und Samba hat das Gefühl, einen großen Fehler begangen zu haben.
Für die Gerichtsverhandlung holt Alice Papiere und Kleidung bei Sambas Onkel ab. Bei der Verhandlung stellt die Richterin fest, dass Samba zwar arbeitet, aber nur einen Verwandten – seinen Onkel – in Frankreich hat. Sie lehnt den Antrag auf Einbürgerung ab, dennoch ist Samba frei, muss jedoch das französische Staatsgebiet verlassen. Er taucht wieder bei seinem Onkel auf und erhält den wohlmeinenden Rat, seriös mit Aktenkoffer und Sakko aufzutreten, große Bahnhöfe zu meiden und niemals ohne Fahrschein zu fahren.
Samba verdingt sich als Tagelöhner und freundet sich bei einem seiner Jobs mit Wilson an, der behauptet, Brasilianer zu sein, aber eigentlich Araber ist. Bei ihrer Arbeit als Fensterputzer an einem Hochhaus, die ihm viel abverlangt, weil er an Höhenangst leidet, führt Wilson in luftiger Höhe einen Strip-ähnlichen Tanz auf, was Samba zur Verzweiflung bringt. Bei einer anderen Arbeit auf einem Baugerüst sehen sie, wie unten Autos der Polizei vorfahren, und fliehen über die Dächer.
Auf einer Party, die die Flüchtlingshilfe in ihren Räumen veranstaltet, tanzt Wilson sehr ausgelassen mit Alice, da Samba sagt, er könne nicht tanzen. Hier lernt Wilson Manu kennen und bald darauf erobert er sie auch. Auch Alice und Samba kommen sich näher. Als Alice wieder in ihrer Firma mit der Arbeit beginnen möchte, aber sich nicht hineintraut, kann Samba sie beruhigen. Er gibt ihr als Talisman sein Glücks-T-Shirt mit, und sie verabschieden sich „nicht-klassisch“ mit einem Kuss. Im Besprechungsraum sieht man, dass Alice dieses T-Shirt trägt.
Die sich anbahnende Liebesbeziehung gefällt Sambas Onkel gar nicht, gibt Samba selbst aber wieder neuen Lebensmut.
Für den Abend haben Alice und Samba sich in einem Bistro verabredet. Als er vor die Wohnung seines Onkels tritt, wartet Jonas dort auf ihn. Er ist als politischer Flüchtling anerkannt worden und hat einen Pass erhalten, mit dem er zehn Jahre lang in Frankreich leben darf. Obwohl Alice bereits auf Samba wartet, überredet Jonas ihn, erst etwas zu trinken und dann noch ein paar Schritte zu gehen. Weil Samba friert, tauschen sie ihre Jacken. Auf einer Brücke wirft Jonas Samba vor, mit Gracieuse geschlafen zu haben und beginnt eine Schlägerei. Polizisten werden auf sie aufmerksam und die beiden müssen flüchten. An einer Schleuse kann Samba die Polizisten hinter sich lassen, indem er über die sich öffnenden Schleusentore springt. Jonas springt hinterher, hält sich an Samba fest und beide versinken im dunklen Wasser.
Alice kommt am nächsten Morgen zu Sambas Onkel um zu fragen, was mit Samba geschehen sei. Der Onkel berichtet, die Polizei habe ihn benachrichtigt und Sambas Leiche sei im Fluss gefunden worden. Doch kurz darauf erscheint Samba selbst, denn der Tote war Jonas, der Sambas Ausweis in der Jacke hatte.
Der Onkel und Samba sehen keine Zukunft für sich in Frankreich und wollen mit einem Bus nach Afrika zurückfahren. Alice fährt sie traurig mit ihrem Auto zur Busstation. Sie verabschieden sich. Als Alice wieder im Auto sitzt, findet sie die Brieftasche mit Jonas’ Ausweis. Sie läuft zum abfahrbereiten Bus zurück und versucht, Samba zu überreden, mit Jonas’ Pass in Frankreich zu bleiben. Das habe keinen Zweck, meint Samba, er wisse ja kaum noch, wie er wirklich heiße. Da müsse er doch nur an einen Tanz denken, entgegnet Alice ihm. Und so bleibt er und findet eine Stelle als Koch – bei der Garde républicaine.

## Hintergrund
Heute bin ich Samba ist, nach Ziemlich beste Freunde, die zweite Zusammenarbeit der Regisseure Éric Toledano und Olivier Nakache mit dem Schauspieler Omar Sy. In Frankreich erreichte der Film über 2,5 Millionen Kinobesucher (Stand: November 2014).
Den Verleih in Deutschland übernahm die Senator Film Verleih GmbH.
Die Buchvorlage zum Film, von Delphine Coulin, erschien in Deutschland unter dem Titel „Samba für Frankreich“ beim Aufbau Verlag.

## Rezeption
Birgit Roschy von epd Film vergab 3 von 5 Sternen. Mit einem erneut als Sympathieträger fungierenden Omar Sy als Samba, der hinter seinem unbeschwerten „Charme herzzerreißende Melancholie“ durchscheinen lasse, gelinge es „dem eingespielten Filmemacherteam“, wie schon in Ziemlich beste Freunde, „die triste Realität durch Humor aufzulockern, ohne die Plausibilität der Geschichte zu untergraben.“ Allerdings leide der Film an dem „Nebenplot über Alice' Versuch, ihr Leben wieder auf die Reihe zu bekommen.“ Die „Parallelisierung ihrer seelischen Krise mit Sambas existenziellen Strapazen“ wirke „(vorsichtig ausgedrückt) unangebracht.“ Insgesamt erhielt der Film laut Rotten Tomatoes eine Zustimmungsrate von 61 % bei den Filmkritikern, während das Kinopublikum ihn nur zu 54 % als gut bewertete. Finanziell war der Film ein Erfolg. Den Produktionskosten von etwa 15 Mio. EUR steht ein Einspielergebnis von mehr als 31 Mio. US-$ gegenüber.